# Alt-Siedlung Friedrich-Heinrich

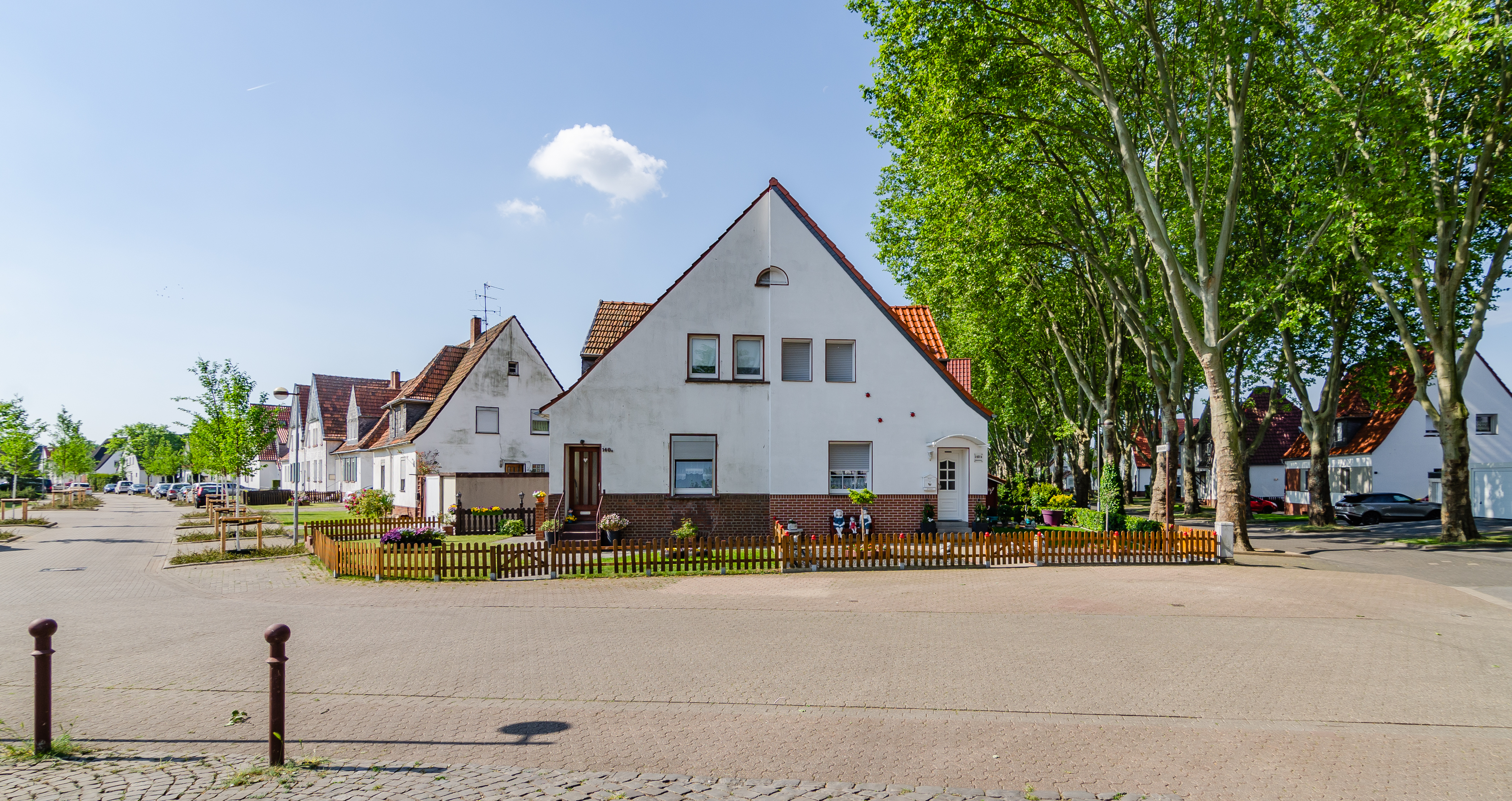
Alt-Siedlung Friedrich Heinrich an der Ecke Lotharstraße / Kattenstraße (2020)

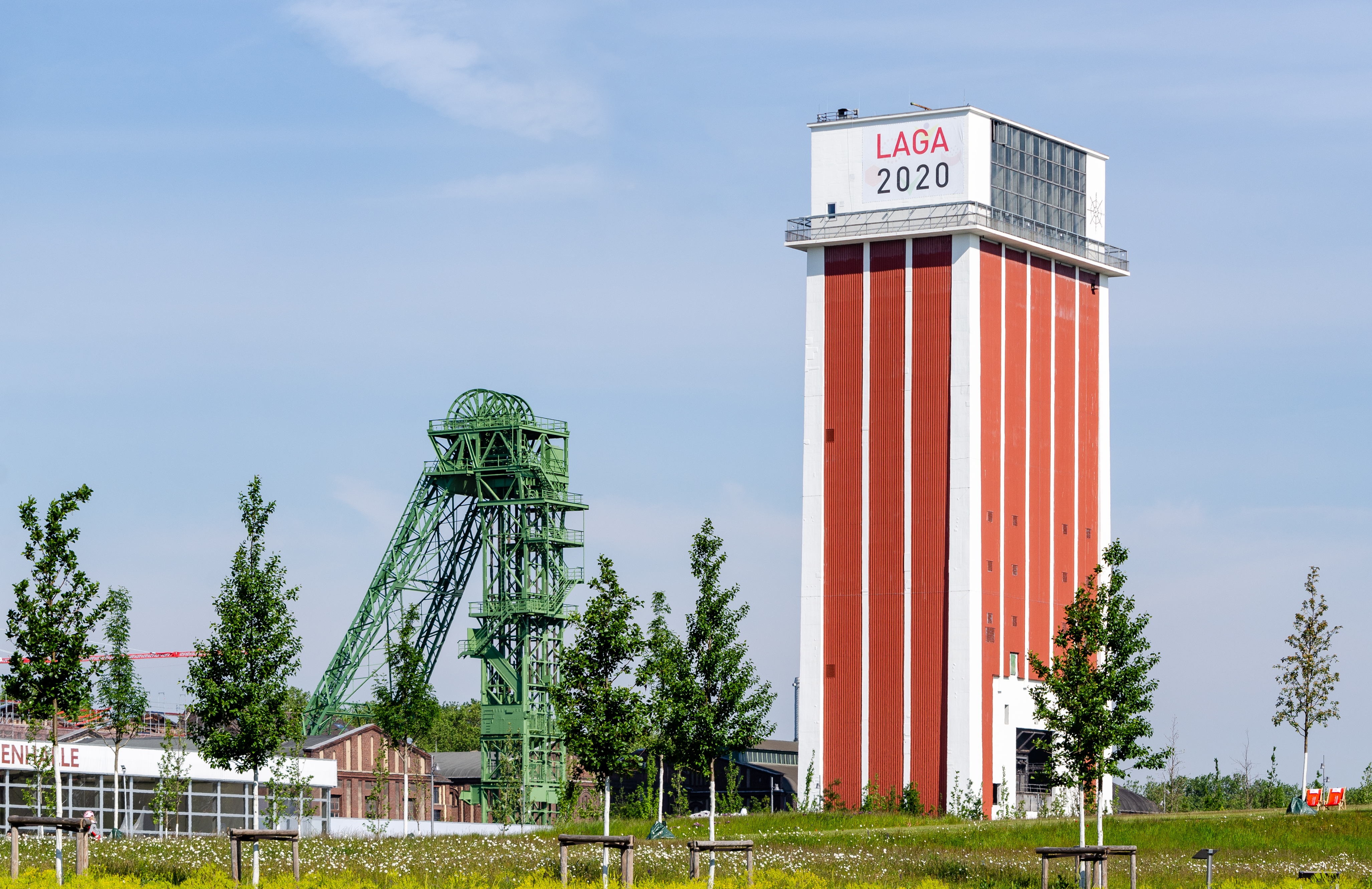
Schachtanlage Friedrich Heinrich 1/2 während der Landesgartenschau 2020

Alt-Siedlung Friedrich Heinrich ist eine Siedlung in Kamp-Lintfort. Sie wurde als Arbeitersiedlung für die Bergleute der Zeche Friedrich Heinrich ab 1907 errichtet. Das bebaute Areal ist 76 ha groß. Vorbild war die englische Gartenstadt. Heute gehört die Siedlung der Wohnungsbaugesellschaft Rhein-Lippe.

## Geschichte
1907 wurden die Teufarbeiten an Schacht 1 und 2 der Zeche Friedrich Heinrich aufgenommen und zeitgleich mit dem Bau der ersten Wohngebäude begonnen. Zum Beginn der Kohleförderung 1912 war bereits eine kleine Ansiedlung entstanden, in der Einzel- und Doppelhäuser mit eigenem Eingang, kleinem Garten und Stall vorherrschten. Die ältesten Häuser stehen zwischen Ringstraße, Albertstraße und Ebertstraße.
Bis zum Beginn des Ersten Weltkriegs schloss sich eine zweite Bauphase an, bedingt durch die Steigerung der Fördermenge und damit auch der Belegschaft. Gebaut wurde im Norden bis zur Moerser Straße, im Süden bis zur Barbarastraße und im Osten bis zur Auguststraße. Die Häuser erhielten dabei verschiedene architektonische Details (Dachform, Erker, Eingang, …), sodass keines wie das andere aussah.
Nach dem Ersten Weltkrieg wechselten die Besitzverhältnisse an der Zeche durch Beschlagnahmung und Schiedsspruch hin und her, die Hochinflation brachte wirtschaftliche Unsicherheit. Gleichzeitig wurde die Zeche um die linksrheinischen Felder der Rheinische Stahlwerke AG erweitert, 1928 wurde ein Wetterschacht abgeteuft. Vier verschiedene Architekturbüros wurden mit dem Ausbau der Siedlung bis 1930 betraut, entsprechend uneinheitlich ist das Erscheinungsbild der Siedlung.
In der Zeit des Nationalsozialismus wurde die Kohleförderung vorangetrieben, Ende der 1930er Jahre zusätzliche Sonntagsschichten eingeführt. 1934 schlossen sich verschiedene Gemeinden zur Großgemeinde Kamp-Lintfort zusammen. Im Zweiten Weltkrieg wurden viele Bergarbeiter als Soldaten eingezogen, Zwangsarbeiter und Kriegsgefangene kamen zum Einsatz. Die Siedlung wurde in dieser Zeit nicht weiter ausgebaut. Der Garten und die Möglichkeit zur Kleinviehhaltung waren aber wichtig für die Versorgung der Einwohner.
Nach 1945 hatte die in Zechennähe nur wenig zerstörte Siedlung 2200 Gebäude und wurde von 6000 Menschen bewohnt. Die Bauweise ist durchgehend eineinhalbgeschossig, Ein- oder Zweifamilienhäuser, in Gruppen bis zu sechs Wohneinheiten zusammenstehend. Die Straßen sind großzügig, gewunden angelegt und haben viele Freiflächen mit Grünbestand.
Instandhaltungen und Sanierungen fanden in den nächsten Jahren nur punktuell und ohne städtebauliches Konzept statt. Anfang der 1970er Jahre wurden einzelne Bereiche durch Flächensanierung, also Abriss und Neubau stark verändert, am Rand der Siedlung entstanden mehrere Hochhäuser. Danach setzte ein Umdenken ein, und es wurde ein Modernisierungsgebiet ausgewiesen. Die Wohnungsbaugesellschaft Rhein-Lippe begann mit dem Verkauf an die ehemaligen Mieter. 1979 wurde ein vierstufiger Sanierungsplan mit Erhalt des Siedlungsbildes formell verabschiedet. Saniert bzw. neu oder erstmals gebaut wurden Regen- und Abwasserkanäle, Stromleitungen, das Frischwassernetz, die Häuserfassaden und die Straßenrandbepflanzung mit Gesamtkosten von 36 Millionen Euro, zu großen Teilen vom Bund und dem Land NRW finanziert.
2005 war die gesamte Maßnahme abgeschlossen. Heute zeigt sich die Alt-Siedlung als Zechen- und Gartenstadt mit hoher Wohnqualität.

## Bildergalerie

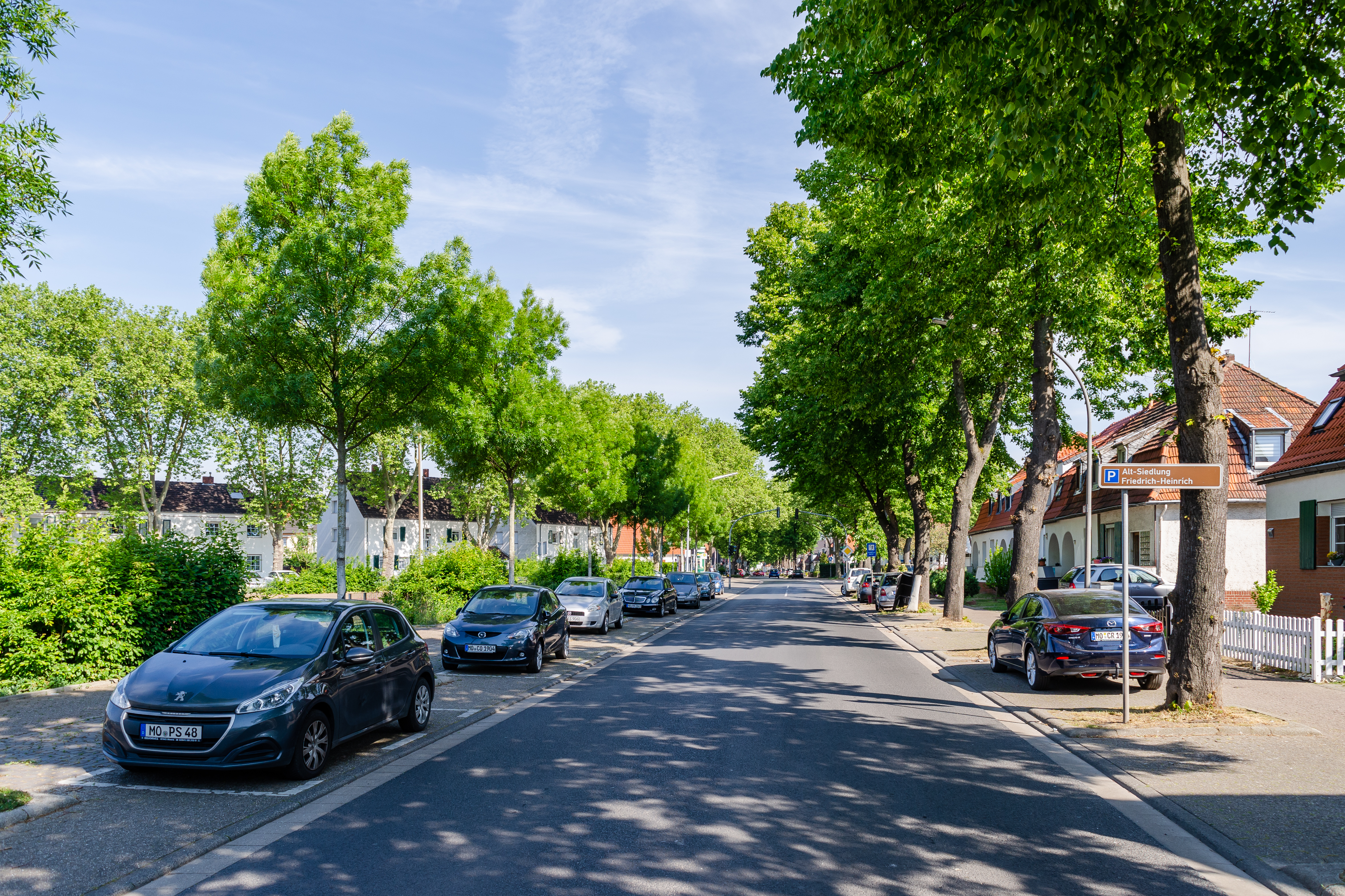
Die zentrale die Siedlung durchquerende Ebertstraße
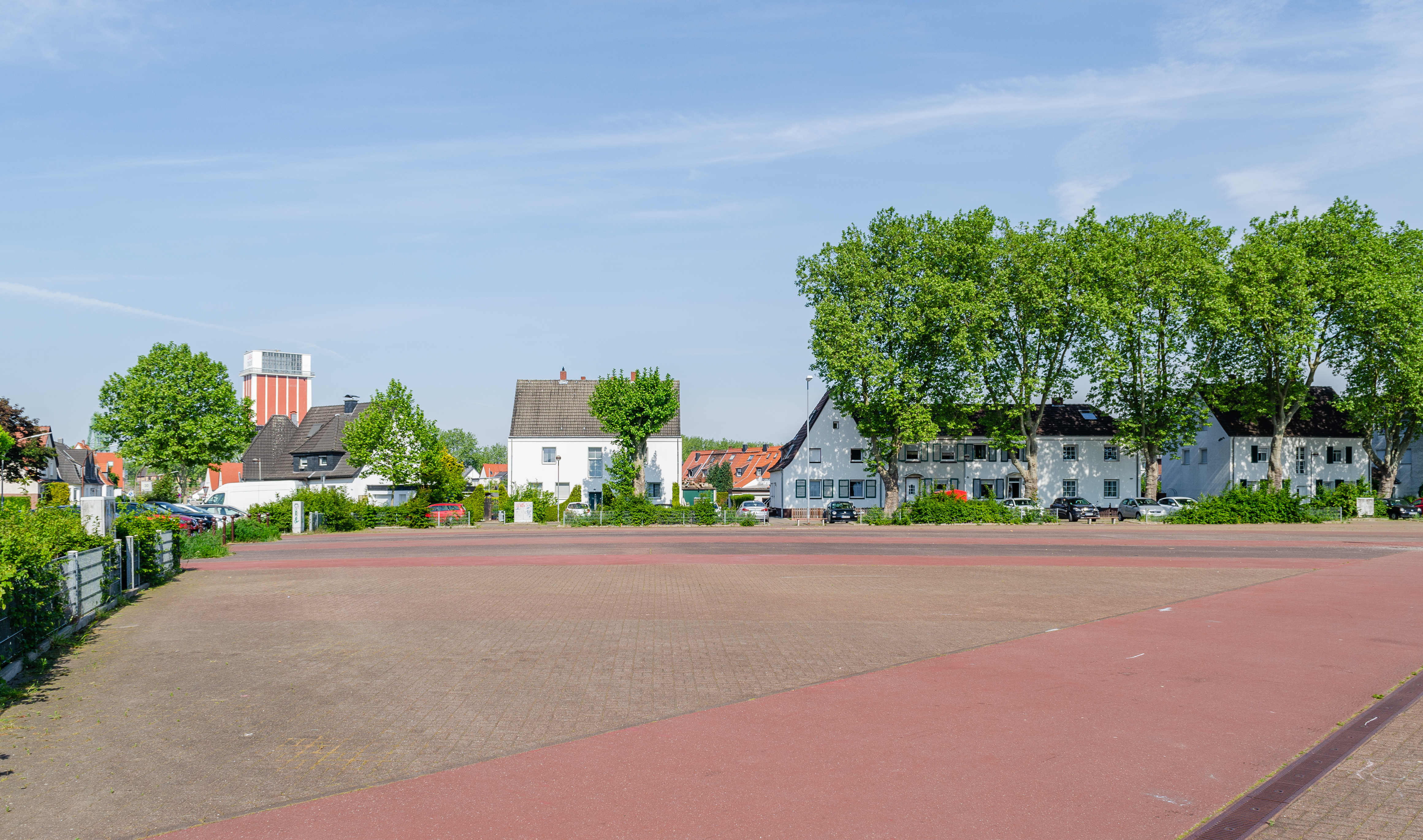
Ehem. Marktplatz (heute Standort eines REWE-Marktes) mit dem Förderturm Schacht 1
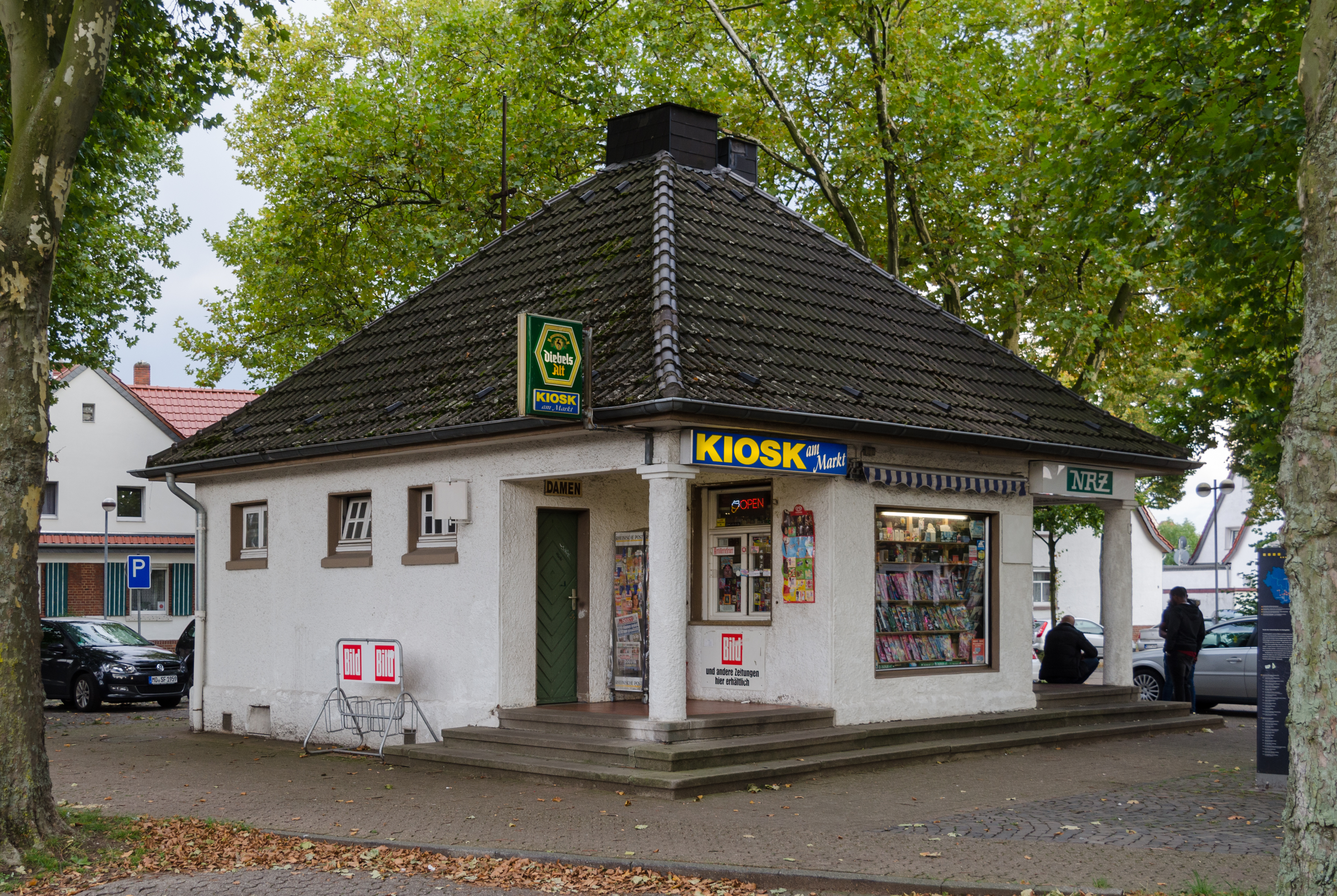
Denkmalgeschützte Trinkhalle, ehemaliges Milchhäuschen
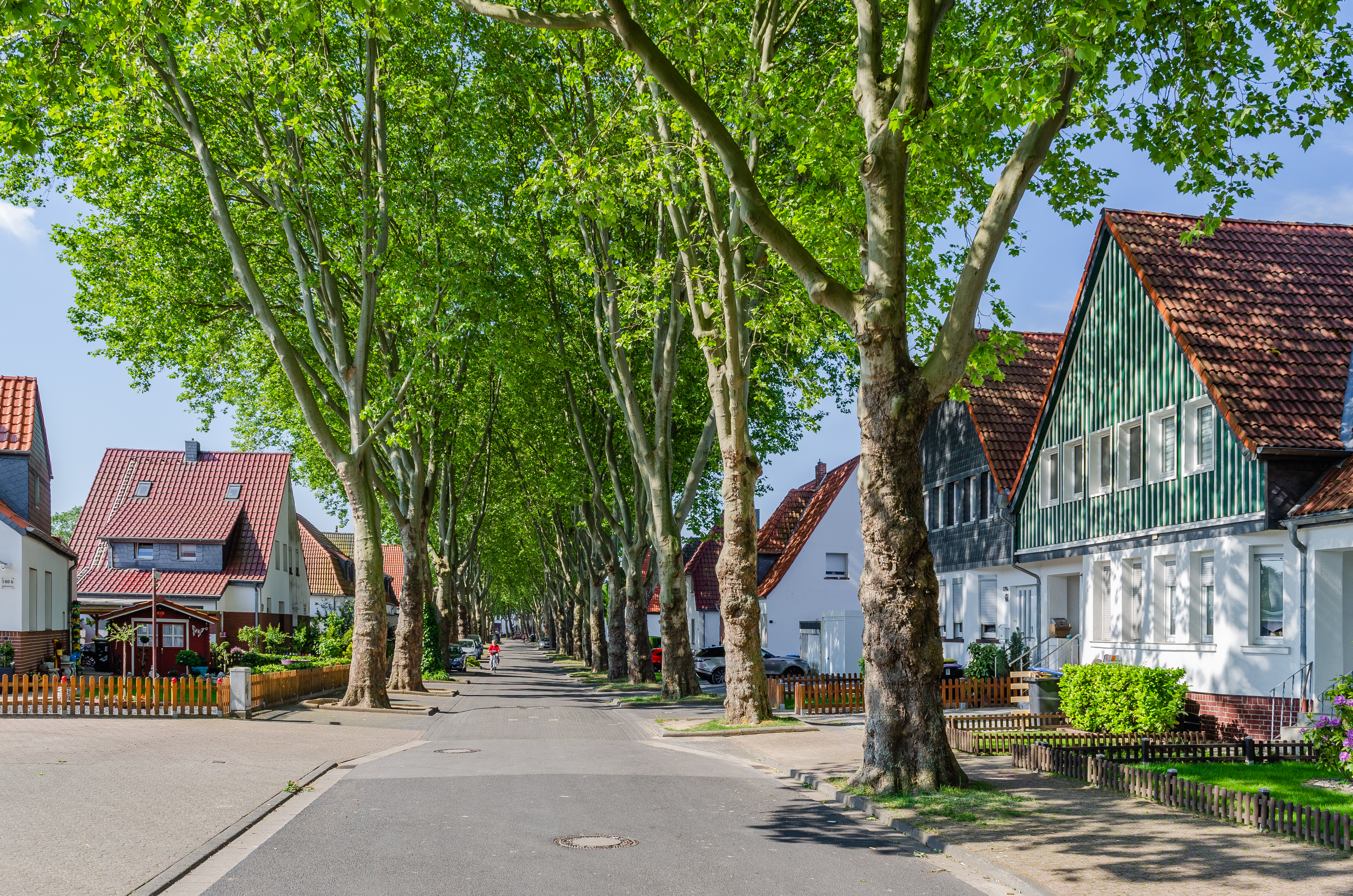
Allee Kattenstraße
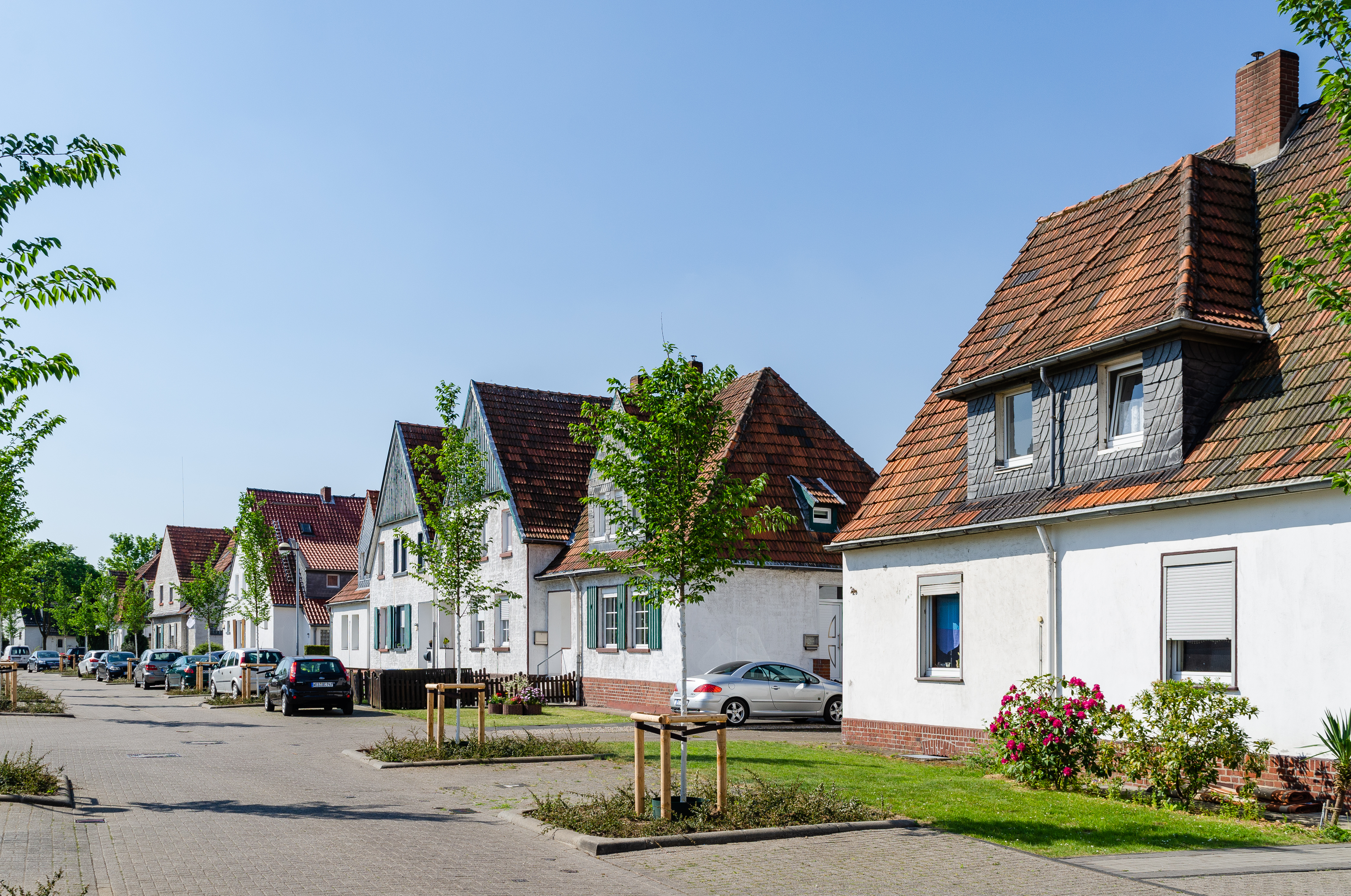
Lotharstraße
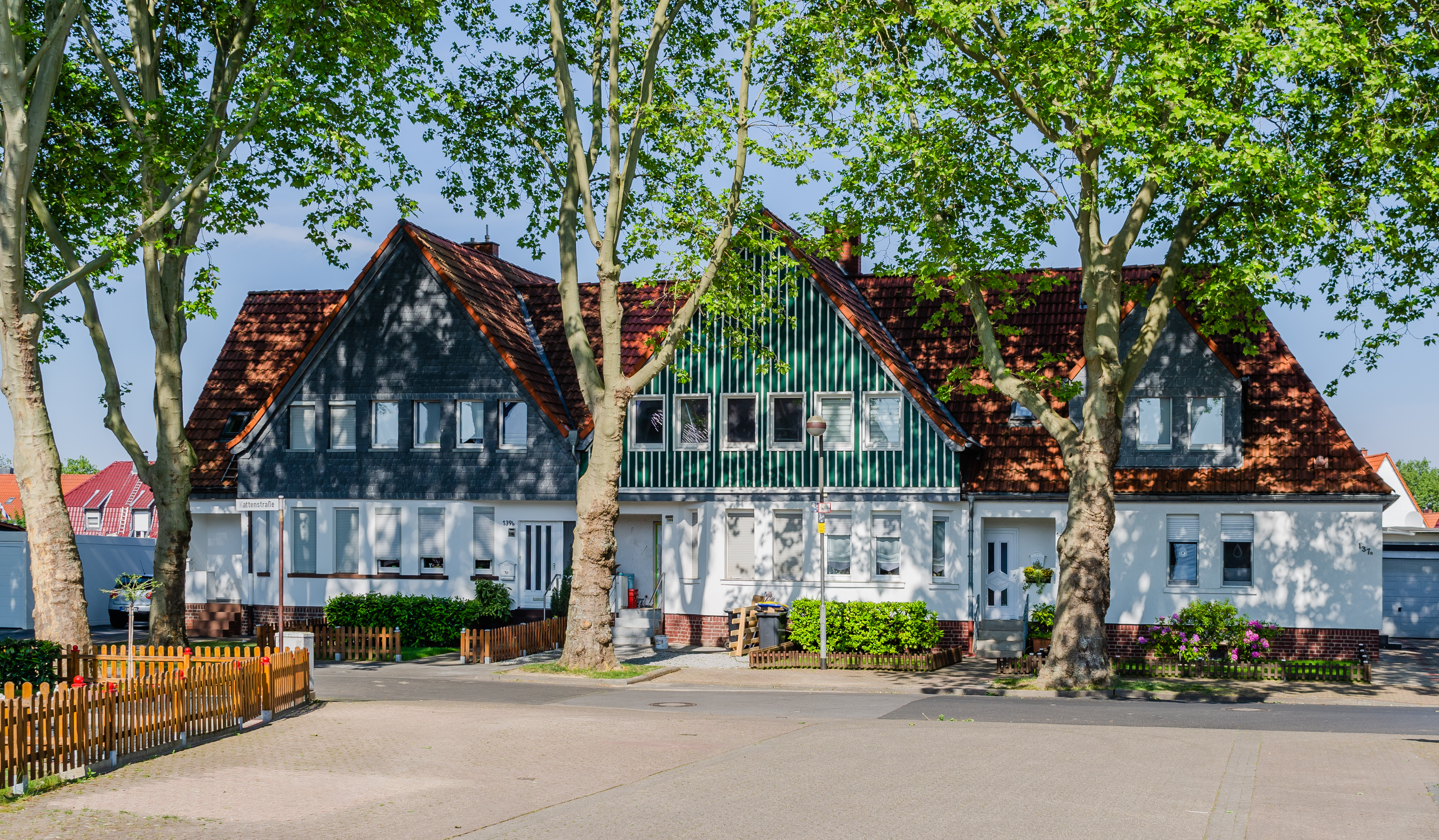
Wohngebäude Kattenstraße 137/139
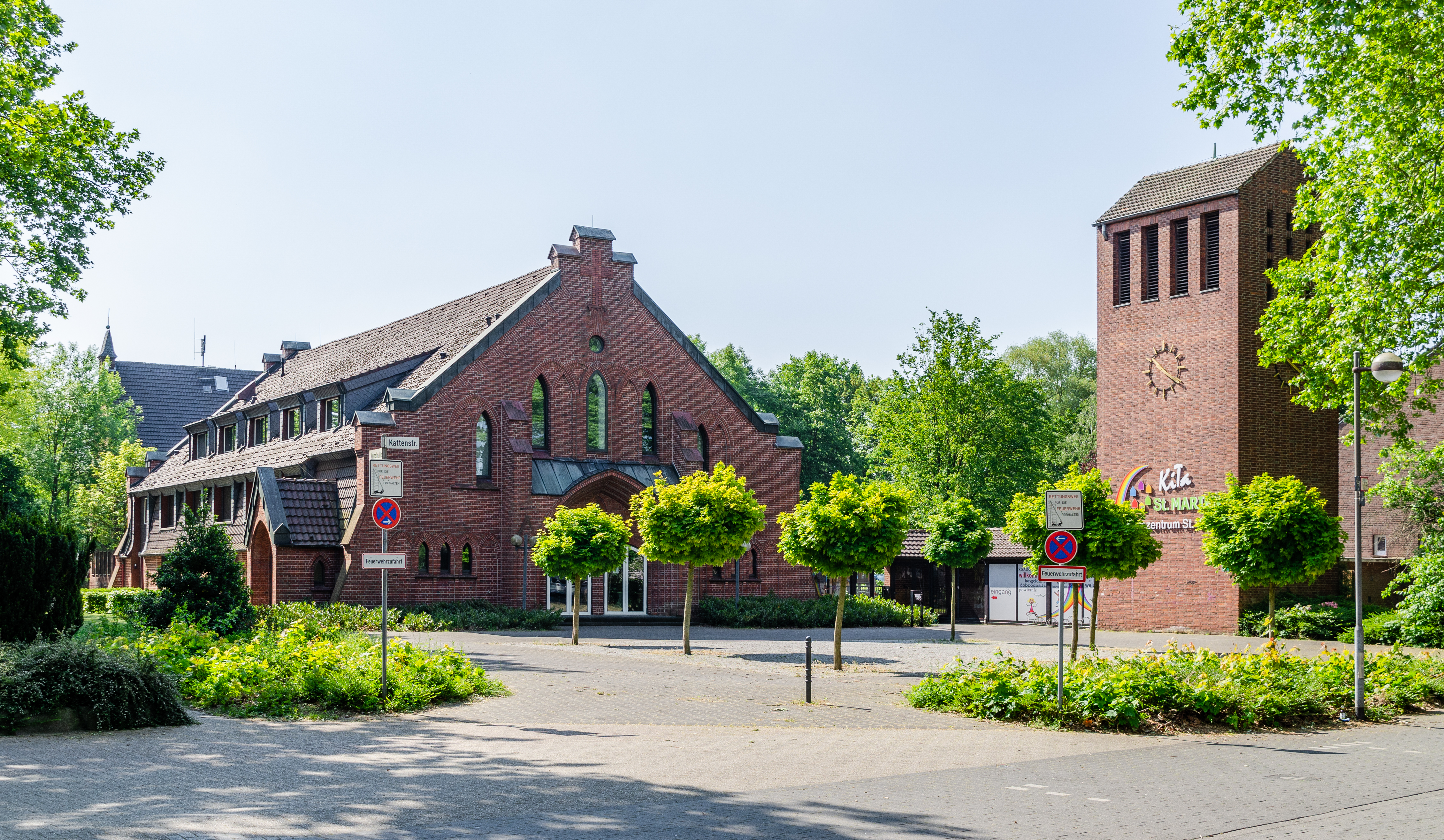
Ehemalige Marienkirche, heute Kita